# Грицик Володимир Володимирович
Гри́цик Володи́мир Володи́мирович (нар. 10 серпня 1941— 12 червня 2015)— вчений у галузі інформатики, обчислювальної техніки, наукового приладобудування. Член-кореспондент Національної академії наук України(1990). Лауреат Державної премії України в галузі науки і техніки. Фізико-механічний інститут ім. Г.В.Карпенка (ФМІ) Національної Академії наук України.

## Життєпис
Народився в 1941 р. у м. Сокаль Львівської області. У 1962 р. закінчив механіко-математичний факультет Львівського державного університету. Понад 30 років працював у Фізико-механічному інституті ім. Г. В. Карпенка НАН України. Від 1996 р. — директор Державного науково-дослідного інституту інформаційної інфраструктури НАН України та Національного агентства України з питань інформатизації.

## Наукова діяльність
У 1972 р. захистив кандидатську, а в 1985 р. — докторську дисертації. У 1990 р. його обрано членом-кореспондентом НАН України.
В. В. Грицик — відомий учений у галузі інформаційних систем. Він досліджує і розробляє високоефективні системи відбору й автоматичного оброблення інформації для аналізу, оцінювання, контролю, класифікації, прогнозування швидкоплинних процесів, складних систем і довкілля на базі високопродуктивних проблемно-орієнтованих і спеціалізованих структур з глибоким рівнем розпаралелювання алгоритму. У цій сфері Грицик Володимир Володимирович створив наукову школу.
Перші здобутки вченого пов'язані зі створенням нових методів і систем підвищення ефективності й достовірності оброблення і передачі інформації. Він розробив принципово нові підходи й методи відбору й оброблення інформації, що базуються на розпаралелюванні алгоритмів і реалізації на багатопроцесорних системах. Зокрема, метод розв'язування задач оброблення великих масивів інформації, що швидко надходить, з метою визначення складних інформаційних процесів, фізичних середовищ, об'єктів і матеріалів.
В останні десятиріччя В. В. Грицик створив теоретичні й методичні основи синтезу високопродуктивних інформаційних систем, теоретичні основи алгоритмів відбору, перетворення, оцінювання інформації, принципово нові інформаційно-обчислювальні системи систолічного типу, орієнтовані на реалізацію в системних обчислювальних середовищах, а також інформаційні технології, які забезпечують застосування розробок у народному господарстві і соціальній сфері. Під його керівництвом спроектовано й реалізовано інформаційні системи на базі нейромереж для виконання фундаментальних і прикладних завдань: управління складними об'єктами, процесами з урахуванням прогнозованих впливів зовнішнього середовища; оперативне управління режимами енергопостачальних систем стиснення, фільтрація даних; передбачення складних багатопараметричних процесів, зокрема геліо- і геофізичних, довго- і короткотривале прогнозування показників економічної діяльності, перебіг захворювань та ін.; створення структур у режимі асоціативної пам'яті для незашумлених і зашумлених вхідних даних; захист інформації від несанкціонованого доступу.
У доробку вченого понад 340 праць, винаходів, патентів, у тому числі 17 монографій, 65 авторських свідоцтв, опублікованих в Україні і за кордоном.
Володимир Володимирович проводив велику науково-організаційну і педагогічну роботу. Він очолював кафедру програмного забезпечення Національного університету «Львівська політехніка». Серед його учнів — 11 докторів і 35 кандидатів наук.
В. В. Грицик входив до редколегій низки українських і зарубіжних науково-технічних журналів (зокрема, «Відбір і обробка інформації», «Вісник Львівського університету. Серія прикладна математика та інформатика», «Комп'ютерні технології друкарства», «Оптико-електронні інформаційно-енергетичні технології»), програмних комітетів міжнародних конференцій.
За участю та під керівництвом Грицика В. В. розроблено спеціалізовані та проблемно-орієнтовані високопаралельні системи обробки інформації в реальному часі, які впроваджені у космічні дослідження, використовувались на орбітальних станціях «Мир», при запуску, польоті та посадці космічної системи «Буран».
Керував процесом створення Інформаційно-аналітичного центру для міжнародних військових навчань країн НАТО «Щит миру-98», що проходили з участю України на Львівському полігоні (Яворівський район Львівської області), а також організацією інформаційного центру, який забезпечував роботу САМІТУ 1999 році у Шостій зустрічі Президентів країн Центральної і Східної Європи. Очолював організаційні заходи підготовки візиту Папи Римського Івана Павла ІІ у Львові у 2001 році.
Наукові та прикладні результати, одержані Грициком В. В., опубліковані в Україні і за кордоном в більше ніж 270 наукових працях, у тому числі в 11 монографіях.
Член-кореспондент НАН України Грицик В. В. очолював Секцію інформатики і є членом Бюро Державного Західного Наукового Центру НАН України. Він був членом програмних комітетів українських та зарубіжних наукових конференцій, головним редактором науково-технічного журналу «Інформаційні технології і системи», членом редколегії ряду українських та зарубіжних науково-технічних журналів, головою спеціалізованої Вченої ради для захисту кандидатських та докторських дисертацій в галузі інформатики.

## Нагороди
Заслуги — відзначено орденом Трудового Червоного Прапора, медалями «За трудовую доблесть», ім. К. Е. Ціолковського, С. П. Корольова, Ю. О. Гагаріна, М. В. Келдиша, присудженням Державної премії України в галузі науки і техніки, премії ім. С. О. Лебедєва НАН України.